# După-amiază la Napoli
După-amiază la Napoli este o pictură în ulei pe pânză din 1876 a pictorului francez Paul Cézanne expusă la Galeria Națională a Australiei din Canberra, Australia.
Negustorul de artă Ambroise Vollard a povestit că titlul picturii După-amiază la Napoli i-a fost propus lui Cézanne de prietenul său, pictorul peisagist Antoine Guillemet. Există două schițe preliminare cunoscute pentru această pictură.
Lucrarea înfățișează un cuplu gol bărbat-femeie în pat în timp ce un servitor este văzut sosind cu un ceainic. Se spune că dramatizarea personajelor și aranjarea acestora în cadrul picturii au fost influențate de opera lui Eugène Delacroix. Faptul că după-amiaza este dedicată carnalității înseamnă că Italia era văzută ca un loc al plăcerii, iar Napoli era cel mai proeminent pe harta îngăduinței.
Galeria Națională a Australiei deține și După Cézanne, o pictură realizată în anul 2000 de Lucian Freud ca răspuns la această lucrare.